# Samir Tarhouni
Samir Tarhouni (arabe : سمير الطرهوني), né en 1971 à Mornag, est un colonel-major de la police tunisienne, expert en psychologie terroriste et stratégie d'intervention.
Il est notamment réputé pour avoir dirigé la Brigade nationale d'intervention rapide, unité à l'origine de l'assaut final lors de la fusillade de Soliman en 2006. Il a également été à la tête de la Brigade antiterrorisme et, en tant que tel, instigateur de la capture de membres de la famille Trabelsi lors de la révolution de 2011, provoquant un enchaînement d'événements qui aboutissent à la fuite du président Zine el-Abidine Ben Ali. Patron de la direction des unités anti-terrorisme, il mène l'opération de sauvetage de l'ambassade des États-Unis à Tunis, lors de son siège par des manifestants le 14 septembre 2012.
Directeur général de la formation de la police tunisienne depuis août 2013, il initie la création du pôle de recherche, développement et formation de la police nationale, qui vise à adapter le système national de sûreté aux normes internationales.

## Biographie

### Carrière avant la révolution de 2011
Après avoir terminé quatre années de formation en tant que jeune lieutenant à l'Académie militaire de Fondouk Jedid, en 1997, il est sélectionné pour rejoindre la direction générale de la sûreté du président de la République et des hautes personnalités. Il y passe deux ans, avant d'être placé à la tête de la force spéciale de sa direction, le Groupe d'intervention et de protection des personnalités (GIPP), pendant quatre ans, dont les deux dernières sous la direction d'Ali Seriati.
Leïla Trabelsi, épouse du président Zine el-Abidine Ben Ali, indique qu'« il était connu que les deux hommes se détestaient cordialement. Samir Tarhouni, inculte et mégalomane, grande gueule aux allures de bandit, porté sur l'insolence et la provocation, déplaisait tant à Ali Seriati, sous les ordres duquel il travaillait à la sécurité présidentielle, qu'il l'avait limogé. Tarhouni s'en est allé rejoindre la Brigade antiterroriste et son ex-patron s'était bien gardé de l'en empêcher ».
En 2003, quittant la direction générale de la sûreté présidentielle, il est nommé à la tête d'une petite brigade à l'époque, la Brigade nationale d'intervention rapide (BNIR) de la police tunisienne. En 2006, lors de la fusillade de Soliman, à la suite de l'échec des interventions de l'unité d'élite de la police, la Brigade antiterrorisme (BAT), Tarhouni et sa BNIR sont chargés de mener un assaut contre une villa où se retranchent des terroristes djihadistes. Cependant, à la suite d'une erreur de renseignements, la villa désignée est vide : le groupe qu'il dirige essuie des tirs et perd l'un de ses hommes. L'ordre lui est alors donné d'abandonner mais il refuse les ordres de sa hiérarchie et décide seul de mener un second assaut vers la villa voisine d'où proviennent des tirs ; il met alors fin à l'opération avec la neutralisation des terroristes. Après cet assaut final, tous les officiers sont promus sauf lui.  Par la suite, Tarhouni est nommé à la tête de la Brigade antiterrorisme en remplacement d'Imed Ghodhbani qui a été blessé. Peu après cette nomination, il figure parmi les instigateurs de la création de la direction des unités anti-terrorisme (DUAT) de la police, qui regroupera la BNIR, la BAT et la Brigade nationale de détection et de neutralisation d'explosifs, avec à sa tête Moncef Krifa.

### Rôle pendant la révolution
Lors de la révolution de 2011, alors que les manifestations se rapprochent de plus en plus du quartier général de la Brigade antiterrorisme et atteignent une violence sans précédent, il apprend le 14 janvier que la famille de Leïla Trabelsi, qui avait cherché à nuire à sa carrière, est en train d'échanger de l'argent à l'aéroport de Tunis avant de fuir le pays. Il prend la décision de les en empêcher afin qu'ils rendent des comptes au peuple en révolte, mais se trouve loin d'imaginer que cet acte va provoquer la fuite du président Ben Ali en Arabie saoudite.

### Carrière après la révolution
En février 2011, il est directement nommé chef de la direction des unités anti-terrorisme sous le gouvernement de Béji Caïd Essebsi. Il est chargé à de multiples reprises d'intervenir lors de conflits entre l'armée et les forces de sûreté durant une période de fragilité politique qui dure jusqu'à l'élection du 23 octobre 2011.
Le 14 septembre 2012, alors qu'un groupe de la BNIR est chargé de la protection de l'ambassade des États-Unis, une manifestation en réaction au film L'Innocence des musulmans, avec à sa tête Abou Iyadh, dégénère rapidement et se transforme en attaque violente de la chancellerie. Le ministre de l'Intérieur Ali Larayedh déclare : « nous les attendions par devant, ils sont venus par derrière ». C'est alors que Tarhouni donne l'ordre à ses hommes, positionnés en cas d'attaque armée, de s'équiper de leurs fusils destinés à l'effraction, mais qui sont également non-létaux à longue distance, et d'empêcher l'envahissement de l'ambassade, le temps pour lui d'arriver avec des renforts de la BAT et de la BNIR. Ne dérogeant pas à ses habitudes, il n'en informe pas sa hiérarchie.
À l'été 2013, une unité de la police criminelle identifie des terroristes à Sousse mais, plutôt que d'envoyer Tarhouni à la tête de la direction des unités anti-terrorisme, sa hiérarchie préfère ne pas l'en informer et procède à un assaut avec de simples enquêteurs, qui ne sont pas formés pour des assauts armés, ce qui aboutit à la fuite de deux terroristes. Le lendemain, à la suite du fiasco sécuritaire de la veille, le ministère de l'Intérieur charge Tarhouni d'intervenir dans une villa proche de Tunis, à El Ouardia, où se cachent des terroristes armés ; l'assaut se solde par un succès avec un terroriste tué et la capture de quatre autres vivants. L'interrogatoire des terroristes capturés ayant porté ses fruits, la BAT est appelé le 6 août à intervenir à Raoued, opération qui se solde par la mort d'un autre terroriste et la découverte d'une cache d'armes. En pleine guerre contre le terrorisme et juste après les succès de ces opérations, Tarhouni est aussitôt éloigné de son poste de commandement opérationnel et nommé directeur général de la formation de la police.
À partir de 2013, il se donne pour mission la création d'un pôle de recherche, développement et formation de la police nationale à Enfida, visant à moderniser le système de sûreté tunisien. Le projet doit être officiellement fonctionnel en 2016 d'après un entretien de juin 2015 entre l'ONG International Crisis Group avec Tarhouni. Le but est de centraliser les formations des huit écoles nationales de police en un seul pôle, en standardisant le système et les enseignements en modules compatibles avec les universités tunisiennes, les écoles de polices internationales et selon un cursus bachelor/master.

## Controverses
Lors de sa conférence de presse du 8 août 2011, Tarhouni lève le voile sur la prise d'otage de la belle-famille de Ben Ali qui a conduit à sa fuite. Depuis, personne ni aucune autorité n'a exprimé publiquement ou officiellement une version autre que celle-ci. Toutefois, officieusement, beaucoup mettent en doute le fait que Tarhouni ait agi sans instructions.

### Théorie 1: instructions d‘Ali Seriati
Le général Ali Seriati dispose d'une unité d'élite, le GIPP, qui a accompagné les Trabelsi à l'aéroport. Il n'a alors aucun intérêt à envoyer la BAT, qui se trouve loin de là, à la caserne de Bouchoucha, pour prendre en otage les Trabelsi. D'autre part, l'animosité entre Seriati et Tarhouni est ancienne. S'il allait préméditer une opération pareille, Seriati ne s'en remettrait pas à Tarhouni.

### Théorie 2: instructions de Ben Ali
Zine el-Abidine Ben Ali dirige tout un pays, ses forces armées et le GIPP, alors que Tarhouni n'est que le chef de l'une des brigades qui siège très loin de la banlieue nord, pas moins de neuf postes hiérarchiques le séparant du chef de l'État.
Dans la nuit du 13 au 14 janvier 2011, les Trabelsi, capturés à l'aéroport de Tunis par Tarhouni, passent la nuit au palais présidentiel de Sidi Dhrif où réside également Ben Ali. Il n'y a donc aucun intérêt à faire arrêter les Trabelsi par la BAT et d'attendre qu'ils sortent de son palais. D'autant plus que, selon Ridha Grira, ministre de la Défense de l'époque, Ben Ali lui aurait formellement ordonné d'abattre les policiers rebelles et de libérer les otages.

### Théorie 3: instructions de Rachid Ammar
Le général Rachid Ammar dirige l'armée de terre, qui compte également une unité d'élite, le Groupe des forces spéciales. Or, celui-ci est dépêché à l'aéroport dès que la nouvelle de la prise d'otage parvient à Ammar. Ce dernier n'a donc aucun intérêt à envoyer Tarhouni et n'a aucun pouvoir sur lui, puisqu'il est un policier.

### Théorie 4: instructions de Ridha Grira
Ridha Grira, alors ministre de la Défense, avait ordonné au général Rachid Ammar d'abattre Samir Tarhouni et ses hommes le 14 janvier 2011, afin de libérer les Trabelsi pris en otage, d'autant plus que le ministre de la Défense a sous son commandement l'ensemble des forces armées ; il n'aura donc aucun intérêt à envoyer Tarhouni pour ensuite ordonner sa liquidation.

### Théorie 5: instructions des États-Unis
En Tunisie, les deux forces spéciales de la sûreté sont l'unité spéciale de la garde nationale (USGN) et la BAT. L'USGN a été créée grâce au soutien des États-Unis en 1980 alors que la BAT a été créée grâce au soutien de la France en 1977. Ces deux brigades évoluant indépendamment l'une de l'autre continuent à avoir des liens en matière de formation et de transfert de compétences avec leurs homologues étrangers. Le 7 novembre 1987, Ben Ali avait fait déployer les blindés de l'USGN autour du palais présidentiel de Carthage pour son coup d'État et, le 14 janvier 2011, les hommes de l'USGN sont positionnés autour du palais. Si les États-Unis avaient l'intention de renverser Ben Ali, ils auraient plutôt tendance à faire appel à l'USGN, avec qui les officiers américains ont plus de proximité qu'avec ceux de la BAT.
Dans un câble publié par WikiLeaks, un espion américain basé en Tunisie envoie une correspondance à sa hiérarchie le 10 août 2011, dans laquelle il indique que la théorie d'un coup d'État militaire est trop simpliste et qu'il pense plutôt qu'un rôle joué par des forces de la police serait plus réaliste. L'espion ajoute au contenu de sa correspondance la référence à un article de Mediapart repris par le site Nawaat qui retrace chronologiquement les faits tels qu'annoncés par Tarhouni lors de sa conférence de presse.
Les États-Unis ont des possibilités beaucoup plus efficientes d'organiser la chute d'un régime : ils ne se seraient pas fiés à une opération aussi hasardeuse, très mal réalisée, donc pas du tout organisée, et qui n'a débouché sur le départ de Ben Ali qu'avec un concours quasi-miraculeux de circonstances. Encore sept mois après le 14 janvier 2011, les espions américains ne savaient toujours pas ce qui s'est réellement passé en Tunisie. Si Tarhouni avait agi sous leurs ordres, les États-Unis ne seraient pas en train de tenter de comprendre les circonstances de la fuite de Ben Ali.

### Théorie 6: instructions de la France
Le 12 janvier 2011, la ministre des Affaires étrangères Michèle Alliot-Marie, tout en soutenant publiquement Ben Ali et son régime, déclare face à l'Assemblée nationale qu'il ne faut pas « s'ériger en donneurs de leçons » face à une situation « complexe », suggérant même que « le savoir-faire, reconnu dans le monde entier, des forces de sécurité françaises pour permettre de régler des situations sécuritaires de ce type » soit proposé dans le cadre de la coopération entre les deux pays.
Après avoir publiquement choisi le camp de la dictature en place lors de la révolution, la France ne pourrait pas être la commanditaire de cette opération.

### Théorie 7: aucune instruction
Le 14 janvier 2011, les révoltes sont devenues incontrôlables, la Tunisie compte de nombreux morts et les violences ont atteint la capitale. Vers 14 heures, le district de police proche du quartier général de la BAT vient de tomber entre les mains des manifestants. Au même moment, Tarhouni apprend que la famille de Leïla Trabelsi, qui l'a toujours méprisé, se regroupe à l'aéroport pour fuir le pays, alors que lui devait se préparer à déserter sa position bientôt assiégée ou serait contraint de tirer sur des civils. Il décide alors de les retenir par la force. Le fait de se rebeller de la sorte a provoqué un enchaînement d'évènements : incompréhensions des ministères de l'Intérieur et de la Défense et de Ben Ali lui-même. À partir de là, chaque événement est considéré comme une menace majeure par Ali Seriati : des menaces héliportées, des menaces par la mer, des milliers de manifestants qui se préparent à prendre d'assaut les palais, d'autres unités de la police et de la douane se joignent à la mutinerie, aboutissant à la fuite de Ben Ali.
La multitude d'événements aléatoires provoqués par Tarhouni et la complexité des faits, de la sortie de son quartier général à la fuite de Ben Ali, laissent à croire que personne n'aurait pu préméditer l'opération de l'aéroport ou la mutinerie de la BAT ralliant la révolution.
Dans son ouvrage publié en 2015, Un ambassadeur dans la révolution tunisienne, Pierre Ménat, ambassadeur de France durant les faits, indique : « Le comportement du colonel Tarhouni a été courageux, téméraire et risqué. Empêcher les Trabelsi de s'enfuir, c'était conforme aux attentes des Tunisiens ».